# رودريغو مانتشا
رودريغو مانتشا (بالبرتغالية: Rodrigo Mancha‏) (16 يونيو 1986 في كوريتيبا في البرازيل – )؛ هو لاعب كرة قدم سابق كان يلعب كلاعب وسط.

## وصلات خارجية
- رودريغو مانتشا على موقع رابطة كرة القدم اليابانية للمحترفين (اليابانية)
- رودريغو مانتشا على موقع قاعدة بيانات كرة القدم.إي يو (الإنجليزية)
- رودريغو مانتشا على موقع Soccerway.com (الإنجليزية)
- رودريغو مانتشا على موقع عالم كرة القدم.نت (الإنجليزية)